# Jo Jena
Jo Jena (* 1979) ist ein Gitarrist und Komponist.

Jo Jena (2021)

## Leben und Wirken
Jo Jena studierte Komposition bei Elliott Sharp und  Julio Herrlein sowie Jazzgitarre bei  Michael Gechter. Er war Stipendiat des Berklee College of Music und Teilnehmer beim 5. Nachwuchsforum des Ensemble Modern. Zusammenarbeit gab es unter anderem mit Rhys Chatham, Stefan Goldmann, Mike Daliot, Bertram Ritter, Willi Kappich, Mia Dyberg, F.I.M. & MOMEM, Nachtierhaus, Andrei Shabashev, Hanns Höhn & Benno Sattler, Flowarea und Jason Schneider.
Modalen Jazz, Ambient und Avantgarde veröffentlicht Jo Jena seit 2003 unter dem Eigenlabel imm records. Einen wichtigen Aspekt seiner Arbeit bildet die „Free Solo“-Reihe. Für diese bis zu einstündigen freien Improvisationen fertigt Jo Jena zusätzlich sogenannte „Post-Scores“ an.

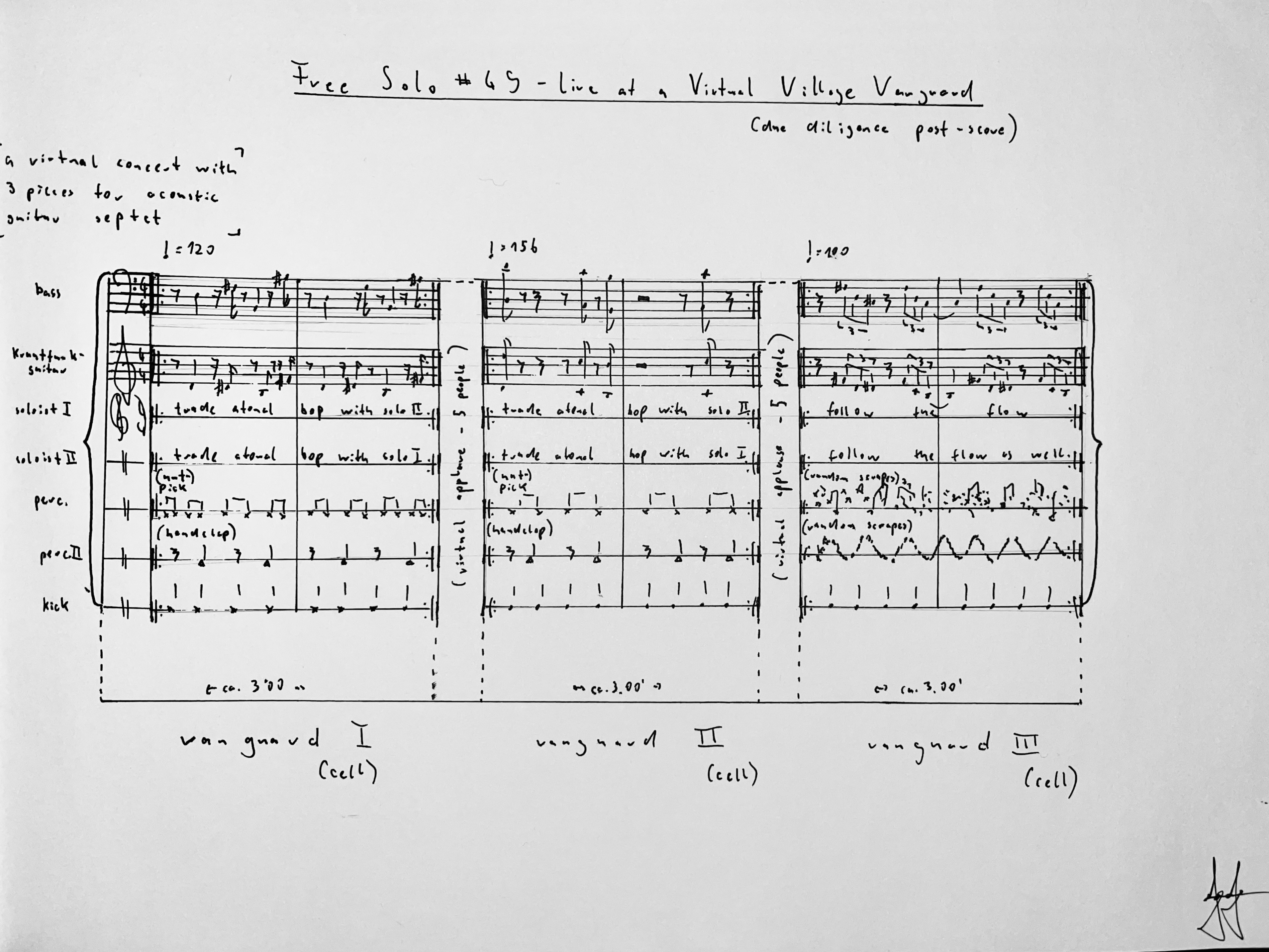
Free Solo #49 – Live at a Virtual Village Vanguard

Seine Veröffentlichungen wurden regelmäßig auch international besprochen, so etwa bei Lothar Trampert/Gitarre & Bass, Marc Weidenbaum‘s Disquiet, Guitar Moderne, Neuguitars oder Minor 7th. Er gibt regelmäßig Solokonzerte. 2024 gastierte er unter anderem im Kölner Loft.

## Preise und Auszeichnungen
- Scholarship Berklee College of Music (1998)
- Einladung 5. Nachwuchsforum Gesellschaft für Neue Musik/Ensemble Modern (2000)

## Diskographie
- inselplatz frieden (1998, mit pantasz)
- 3 studien für stratocaster/heisse luft (2000)
- rhythm 'n' drones (2004)
- scapes & experiments (2005)
- songs for bi (2005)
- landgrafen (2018)
- schney soundsystem (2018, mit burtis knight)
- miniaturen (2019)
- solo improvisations (2019)
- nadir (2020)
- solo improvisations II (2020)
- schönberg opus 19, 6 kleine klavierstücke arranged for electric guitar (2021)
- solo improvisations III (2021)
- krautfunk (2021)
- solo improvisations IV (2022)
- selected free solos I (2022)
- hydrangea (2022)
- selected free solos II (2023)
- jo jena & burtis knight (2023) (mit burtis knight)
- trial 721 (2024)
- saturn VI (2024)
- selected free solos III (2024)
- negative metaphysik (2025)

## Texte (Auswahl)
- The Slow Emancipation of Solo Guitar - The Long Durée of the Sonata (2024)[11]
- The Technological-Cultural Basis of Human Movement and its Unconscious Superstructure in Music (2024)[12]